# Università nazionale delle Figi
L’Università nazionale delle Figi (o NUOL) è un'università pubblica delle Fiji, formalmente costituita il 15 febbraio 2010 ai sensi del Fiji National University Act 2009.

## Facoltà
- Facoltà di Agraria, Pesca e Silvicoltura
- Facoltà di Economia, Studi Alberghieri e Turistici
- Facoltà di Ingegneria e Formazione Professionale Tecnica
- Facoltà di Scienze Umanistiche, Scienze della Formazione e Giurisprudenza
- Facoltà di Medicina, Scienze Infermieristiche e Scienze della Salute
- Centro Nazionale di Formazione e Produttività
- Centro del Pacifico per gli Studi Marittimi